# Chytonidia variegata
Chytonidia variegata är en fjärilsart som beskrevs av Alfred Ernest Wileman 1914. Chytonidia variegata ingår i släktet Chytonidia och familjen nattflyn. Inga underarter finns listade i Catalogue of Life.